# Общий курс дрессировки
ОКД (Общий курс дрессировки) — российский норматив по дрессировке собак, включает в себя упражнения на послушание и ловкость. Является «общим» (отсюда и название), предварительным, основным курсом перед специальными спортивными и служебными видами дрессировки собак (в России).

## Понятие ОКД
Относится к российскому национальному нормативу дрессировки собак.

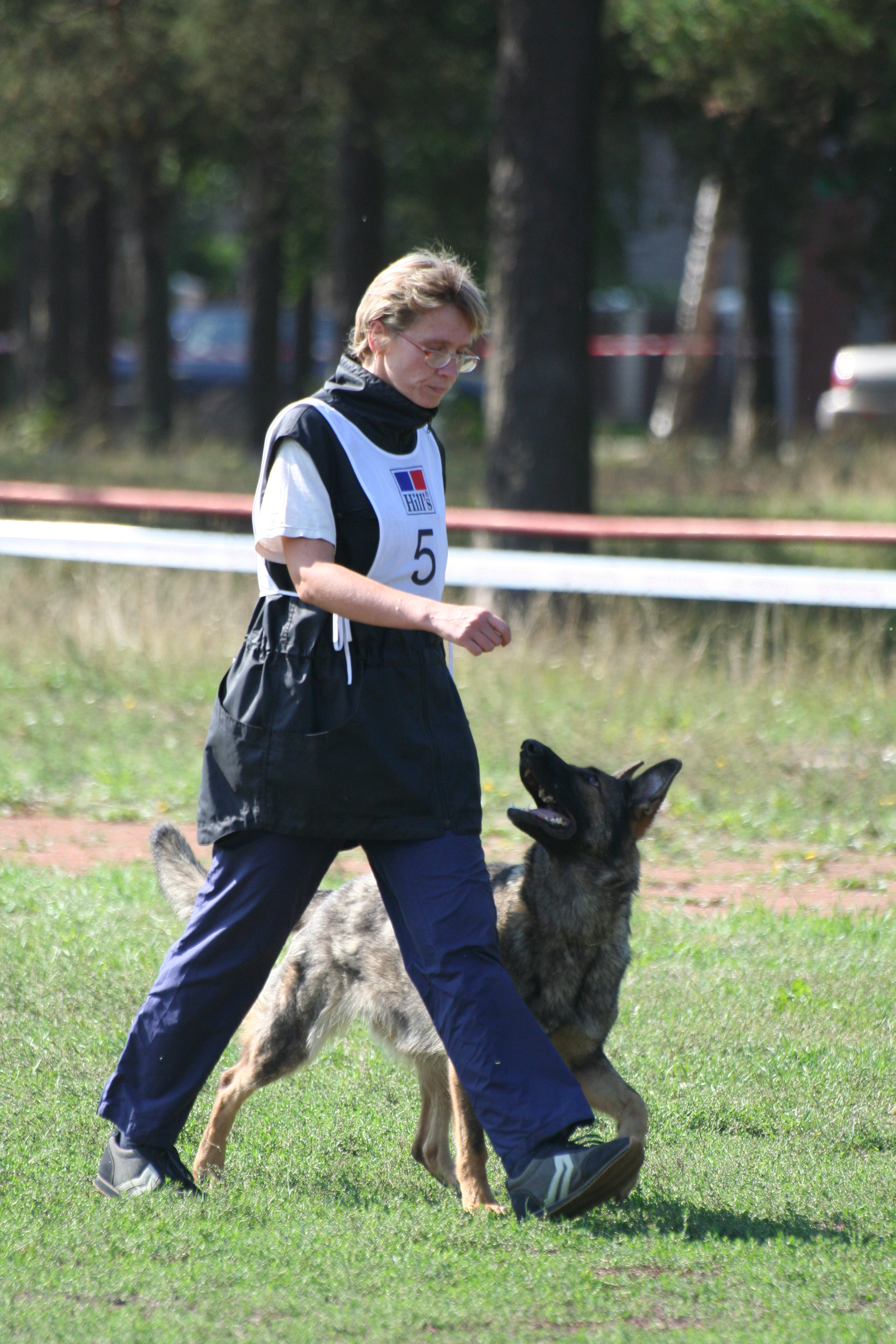
Упражнение: движение рядом

Разработка программы ОКД относится к 20‑м годам прошлого века и связана с именем ученого — кинолога, организатора российского служебного собаководства Всеволода Васильевича Языкова . С тех пор ОКД практически не изменился. Хотя в последние годы в правила сдачи ОКД вносились отдельные поправки. Например, из программы испытаний исключались, а потом опять включались, приёмы по отношению к корму, разбросанному на земле и предлагаемому чужими людьми, отношение к выстрелу. Менялась высота барьеров, заменялся высокий глухой барьер на окоп или горку.
ОКД отличается жёсткими требованиями к действиям дрессировщика по управлению собакой и к точности выполнения собакой каждого навыка.
В настоящее время этот курс относится к национальным видам дрессировки, по нему проводятся испытания и соревнования.
В процессе подготовки к сдаче ОКД у собаки вырабатываются дисциплинирующие ее навыки и позволяющее управлять её поведением, как в быту, так и в практической деятельности и занятиях спортом.
Большинство приёмов ОКД отрабатывают при подготовке служебных собак всех видов. Продолжительность курса зависит от степени предварительной подготовленности собаки и от количества и качества навыков, необходимых для той или иной службы.
После окончания основного курса дрессировки собаки могут продолжать занятия в других спортивных и служебных дисциплинах и совершенствовать свои навыки. Например, в защитно-караульной службе, при поиске взрывчатых или наркотических веществ, поисково-спасательной службе.
Испытания по ОКД проводятся на учебно-дрессировочной площадке с естественным покрытием, оборудованной необходимыми снарядами: бум, глухой забор, наклонная стенка в виде буквы «А», л/а барьер, лестница. К испытаниям допускаются собаки любых пород. Минимальный возраст собак -12 месяцев - определяется на день проведения испытаний.

## Содержание ОКД
Начинается обучение с приучения собаки к шлейке, ошейнику, поводку и наморднику. Одновременно с этим владелец должен научить собаку отзываться на кличку и активно выполнять команду «Гуляй». Одни из самых важных команд курса — команды «Рядом» и «Ко мне». Им обычно посвящается основное время тренировок.
Упражнения «сидеть», «стоять», «лежать» собака должна выполнять не только по голосу, но и по жесту, находясь рядом с владельцем или на расстоянии от него.
По общему курсу дрессировки проверяются:
1.  Показ зубной системы, отношение к наморднику, переход в свободное состояние.
2.  Отношение к корму, запрещающая команда «Фу».
3.  Апортировка.
4.  Возвращение на место.
5.  Подход к дрессировщику.
6.  Стойка, посадка, укладка (проверяется в комплексе).
7.  Движение собаки рядом с дрессировщиком.
8.  Преодоление препятствий.
9.  Управляемость собаки при выстреле.
На занятиях ОКД собака учится не брать корм у незнакомых людей или лежащий на земле, не реагировать на резкие звуки (выстрел) и посторонние раздражители — чужие люди и собаки. Общий курс дрессировки для собак сравним с получением среднего образования для человека, так как навыки, полученные собакой при обучении ОКД, необходимы в жизни, особенно в условиях современного города.
Начинать обучение собаки некоторым командам можно уже в самом раннем возрасте — с трех месяцев, пока щенок находится дома на карантине после прививки. В это время очень полезно приучать его к ошейнику, шлейке и поводку. Приучить его к собственной кличке и команде «Ко мне». Перед тем как поставить перед щенком миску с едой, полезно обучить его команде «Сидеть» и недолгой выдержке.
Таким образом, уже к началу прогулок щенок будет знать некоторые основные команды. На прогулке владельцу следует уделить внимание закреплению отработанных дома навыков, повышению пищевой и игровой мотивации, развитию у щенка желания сотрудничать с проводником, находиться рядом с ним, умению игнорировать раздражители.
Если владелец по каким-то причинам не смог начать обучение щенка дома или не обладает необходимыми для этого знаниями или навыкам, то в этом случае ему надо записаться в группу обучения ОКД на одну из близлежащих учебно-дрессировочных площадок. Где он под руководством инструктора будет проходить обучение вместе со своей собакой. Также возможно обучение собаки опытным кинологом-инструктором и подготовка к сдаче испытаний по ОКД.
По окончании занятий все курсанты сдают экзамен на сертификат по ОКД. В зависимости от результата курсанту может быть выдан диплом 1, 2 или 3-й степени. Во время экзамена каждое упражнение оценивается судьей по балльной шкале с начислением штрафных очков за неправильно или небрежно выполненное упражнение. Важно понимать, что система оценивания ОКД в СССР была трёхступенчатой и носила сугубо практический характер. Т.е. первоначально определялось "сдала" или нет собака под управлением кинолога испытание и лишь затем определялась ступень, на которую сдали, с отдельным указанием на управляемость. Зачастую искомая итоговая ступень (на которую кинолог готовил собаку к сдаче) определялась характером последующей службы. Т.е. согласно Закону Парето и сложившейся кинологической практике большинство собак нецелесообразно было готовить выше 3-й ступени, так как слишком много трудочасов затрачивалось на дрессировку, во время которых собака не работала, но жила за казённый счёт, равно как и дрессировщик тренировал кинолога с собакой, отвлеченного от реальной работы. И, наоборот, по ряду специальностей, например, работа со взрывотехниками, не допускались к работе собаки имеющие ступень ниже второй и управляемость ниже "отлично", так как в случае смерти плохо подготовленной собаки приходилось тратить значительные материальные ресурсы на подготовку новой собаки. Этот подход продолжает сохраняться в настоящее время и в России, с некоторыми поправками.

## Мини-ОКД

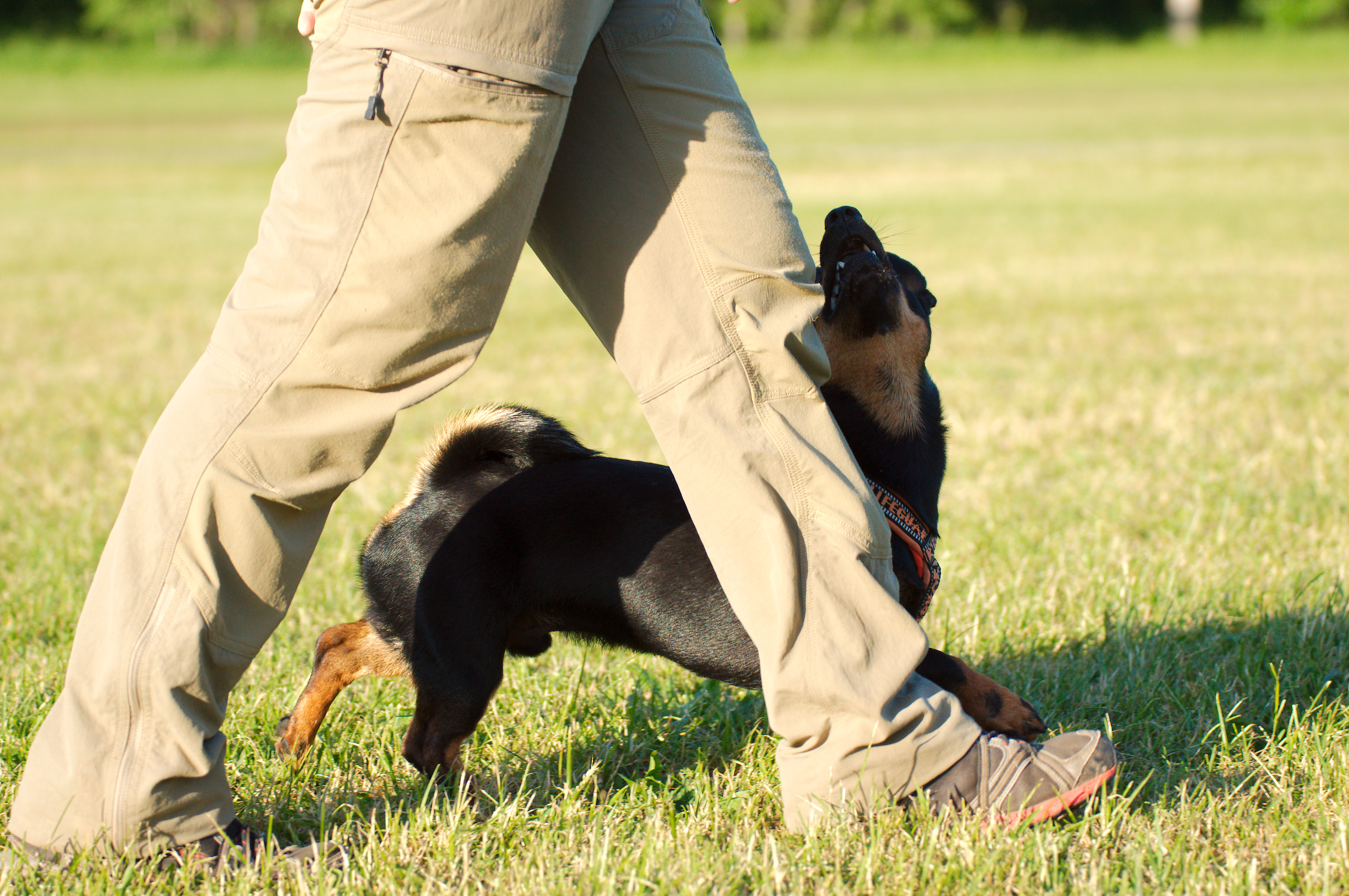
Пинчер выполняет упражнение "движение рядом"

Для мелких собак, чей рост в холке меньше 42 сантиметров, приняты отдельные правила Общего курса дрессировки. Маленькие собаки выполняют аналогичные стандартному нормативу ОКД упражнения, но с уменьшенными расстояниями, пониженной высотой прыжковых препятствий, облегченным весом гантели. В классе мини-ОКД также проводятся испытания и соревнования.